# Clandestino (bande dessinée)
Pour les articles homonymes, voir Clandestino.
Clandestino est une série de bande dessinée créée par Richard Marazano et Enio Buffi. Elle est publiée dans la collection Grand Angle et n'a comporté qu'un tome (Noël au paradis) paru le 10 avril 2013.